# Ủy ban Kiểm soát Trung ương Đảng Lao động Triều Tiên
Ủy ban Kiểm soát Đảng Lao động Triều Tiên (tiếng Hàn: 조선로동당 중앙위원회 검열위원회) là cơ quan kiểm soát được thành lập tại Đại hội Đảng Lao động Triều Tiên lần thứ I năm 1946 và bị bãi bỏ tại Đại hội Đảng Lao động Triều Tiên lần thứ VIII năm 2021. Theo nội quy của đảng, cơ quan này có trách nhiệm điều tra xem đảng viên có vi phạm quy định và chính sách của đảng hay không. Đảng viên nào vi phạm nội quy hoặc đi ngược lại chính sách của đảng có thể bị Ủy ban Thanh tra coi là thành phần phản cách mạng chống đảng.
Năm 2021, nhiệm vụ và quyền hạn của cơ quan này được chuyển giao cho Ủy ban Kiểm toán Trung ương.

## Chủ tịch
- Kim Yong-bom (1946–1947) – của Đảng Lao động Bắc Triều Tiên với tư cách là thành viên của Ủy ban Kiểm tra Trung ương Đảng Lao động Triều Tiên khóa I
- Choe Won-taek (1946–1949) – của Đảng Lao động Hàn Quốc
- Chang Sun-myong (1948–1953)
- Kim Ung-gi (1953–1956)
- Kim Ik-son (1956–1970)
- Kim Yo-jung (1970–1980)
- So Chol (1980–1992)
- Jon Mun-sop (1992–1998)
- Pak Yong-sok (1999–1907)
- Ru Tuk-nam (2007–2010)
- Kim Kuk-thae (2010–2013)
- Hong In-bom (2016–2017)
- Jo Yon-jun (2016–2017)
- Ri Sang-won (2017–2021)